# Archibald Primrose (4e comte de Rosebery)
Pour les articles homonymes, voir Archibald Primrose.
Archibald John Primrose, 4e comte de Rosebery (14 octobre 1783 - 4 mars 1868) est un homme politique britannique.

## Biographie
Il est le fils aîné de Neil Primrose, 3e comte de Rosebery, et de sa deuxième épouse, Mary Vincent. Il fait ses études au Pembroke College de Cambridge et obtient sa maîtrise en 1804. Il est député de Helston de 1805 à 1806 et de Cashel de 1806 à 1807.
Il devient comte en 1814 et est créé baron Rosebery, de Rosebery dans le comté d'Édimbourg, dans la pairie du Royaume-Uni, en 1828. Il est nommé conseiller privé en 1831 et chevalier du chardon en 1840. Il est membre de la Royal Society.
Il est le grand-père d'Archibald Primrose (5e comte de Rosebery), qui est Premier ministre du Royaume-Uni de 1894 à 1895.

## Famille
Lord Rosebery épouse d'abord Harriett Bouverie en 1808. Ils ont quatre enfants: 
- Archibald Primrose (Lord Dalmeny) (1809–1851)
- Harriet Primrose (née en 1810)
- Mary Anne Primrose (1812-1826)
- Bouverie Francis Primrose (1813–1898)

Lord et Lady Rosebery divorcent en 1815. Il épouse ensuite Anne Margaret Anson en 1819. Ils ont deux enfants : 
- Anne Primrose (22 août 1820-17 septembre 1862).
- Louisa Primrose1 (4 mai 1822-23 mars 1870).